# لابو
أسطورة لابو هي ملحمة الخلق القديمة في بلاد ما بين النهرين. ونسخة واحدة فقط معروفة منه في مكتبة آشور بانيبال. وعادةً ما يرجع تاريخه إلى ما لا يتجاوز الفترة البابلية القديمة، على الرغم من أن الأعمال الحديثة تشير إلى تكوين لاحق. فمن المحتمل أنها حكاية شعبية لمحافظة ديالى، حيث يبدو أن النسخة الأحدث تظهر الإله تيشباك كبطل لها وربما تكون قصة رمزية تمثل استبداله للإله الثعبان الكثوني نينازو في الجزء العلوي من معبد مدينة إشنونا. لعب الجزء نيرجال في الإصدار السابق.  والتي كانت مقدمة لإنوما إليش، حيث كان لابو - الذي يعني «الشخص الغاضب» أو «الأسد»، هو النموذج الأولي لتيامات والحكاية الكنعانية عن بعل وهو يقاتل يام. وتشمل النصوص الأخرى المشابهة أسطورة أنزو و KAR 6.
اعتمادًا على قراءة الحرف الأول في اسم الخصم (المكتوب دائمًا بـ KAL ويمكن قراءته كـ: Lab أو Kal أو Rib أو Tan)، قد يُطلق على النص أيضًا اسم The Slaying of Labbu أو أسطورة كالبو.

## النص
الترجمة التالية لأسطورة لابو تأتي من أيالي دارشان 2020.
وأصبحت المدن متداعية، والأراضي […]
انخفض عدد الأشخاص (...)
لرثاءهم [... لم] لا [ر...]
على صراخهم، ليس لديه [الشفقة].
«من [خلق] الحية (MUŠ)؟»
«البحر [خلق] الثعبان،
إنليل في السماء صمم [شكله]:
طوله 50 بيرو، [عرضه] بيرو واحد،
نصف نيندانو (-قياس) فمه، ونيناندو واحد [له...]،
واحد نيندانو مدى [له] e[ars].
لخمسة نيندانو هو [...] الطيور،
في الماء، تسع أما (-قياس العمق) يسحب [...]
يرفع ذيله [...]'.
كل آلهة السماء [كانوا خائفين]
وفي السماء، سجدت الآلهة أمام […]
وأظلم وجه القمر من أطرافه.
«من سيذهب و[يقتل] لاب [u]؟»
(من) سينقذ [ve...] الأرض الواسعة
وممارسة [ه] الملكية [...]؟
«اذهب، تيشباك، ك[سوء] لابو!»
أنقذوا الأرض الواسعة[...]!
وممارسة الملكية [...]!'
لقد أرسلتني يا رب، [لقتل] نسل النهر (ناري)،
(لكن) لا أعرف [ملامح] لابو.
[...] فتح فمه و[تحدث] إلى [...]:
«اجعل الغيوم (و) تنشأ العاصفة الرهيبة [...]
[أمسك] أمامك ختم عنقك،
أطلق النار (عليه) وكي [سوف] لابو!'
(ثم) جعل السحاب (و) العاصفة الرهيبة...
ختم (من) رقبته (أمسك) أمامه،
أطلق النار عليه و[قتل] لابو.
لمدة ثلاث سنوات وثلاثة أشهر ليلا ونهارا
تدفقت دماء لابو [...].

## الملخص
موجود في نسختين مجزأتين للغاية؛ بابلية قديمة وآشورية لاحقة من مكتبة آشور بانيبال، والتي لا تحتوي على خطوط كاملة باقية - تروي أسطورة لابو حكاية وحش من المحتمل أن يكون أسدًا ولكنه بالتأكيد أفعواني: باشمو (موسبا-آش-ما) الذي يبلغ طوله خمسين فرسخًا أو يبلغ طول كتاب موشوسو (MUŠ-ḪUŠ) ستين رابطة، اعتمادًا على نسخة النص وإعادة بنائه. افتتاحية النسخة البابلية القديمة تذكرنا بملحمة جلجامش:
المدن تتنهد والناس...
انخفض عدد الناس...
ولم يكن هناك من رثاء لهم...
وصفت الأبعاد الشاسعة لـ لابو. البحر (تامتو) أنجب التنين (السطر 6). السطر المجزأ: «يرفع ذيله...» يحدده وفقًا لنيل فورسيث باعتباره مقدمة لخصم لاحق؛ التنين المذكور في رؤيا 12: 4، الذي يجر ذيله ثلث نجوم السماء، فطرحها إلى الأرض.
في النسخة اللاحقة، تم إنشاء لابو بواسطة الإله إنليل الذي «رسم [صورة] التنين في السماء» للقضاء على البشرية التي أزعجت ضجيجها الصاخب نومه، وهي فكرة متكررة في ملاحم الخلق البابلية. ليس من الواضح ما إذا كان هذا يشير إلى درب التبانة (Heidel 1963) أو المذنب (Forsyth 1989). تخشى الآلهة ظهور هذا المخلوق الوحشي وتلجأ إلى إله القمر سين أو الإلهة أرورو التي تخاطب تيشباك/نيرجال لمواجهة التهديد و«ممارسة الملكية»، على الأرجح على إشنونا، كمكافأة. يثير تيشباك/نيرجال اعتراضات على التشابك مع الثعبان، لكن - بعد فجوة في السرد، يقدم إله لم يتم حفظ اسمه إرشادات حول الإستراتيجية العسكرية. تندلع عاصفة ويطلق المنتصر، الذي قد يكون أو لا يكون تيشباك أو نيرغال، وفقًا للنصيحة المقدمة، سهمًا لقتل الوحش.
أجزاء الملحمة ليست جزءًا من نشأة الكون كما أشار فورسيث. لأن مدن الرجال كانت موجودة بالفعل عندما حدث السرد. فسر فرانس ويجرمان وظيفة الأسطورة على أنها وسيلة لتبرير صعود تيشباك إلى منصب الملك، «كنتيجة لـ«تحريره» للأمة، الذي أقره قرار المجلس الإلهي».